# タタール自治ソビエト社会主義共和国

タタール自治ソビエト社会主義共和国
Татарстан Автономияле Совет Социалистик Республикасы  (タタール語)
Татарская Автономная Советская Социалистическая республика  (ロシア語)

国の標語: Барлык илләрнең пролетарийлары, берләшегез!
(日本語訳:万国のプロレタリアよ、団結せよ！)

タタール自治ソビエト社会主義共和国（ロシア語: Татарская Автономная Советская Социалистическая республика）またはタタールASSRは、ロシア・ソビエト連邦社会主義共和国内に存在した構成国。1920年5月27日に建国された。
タタール自治ソビエト社会主義共和国は十月革命以前のロシア帝国時代の行政区分グベールニヤのうちカザン県、シムビルスク県、ウファ県の部分を領域としており、カザンを首都としていた。
1917年、ロシアにおいて二月革命に続き十月革命が起きると、イデル＝ウラル地方でも独立運動が起こり、1918年にイデル＝ウラル国が成立した。しかし、1920年5月27日にはタタール自治ソビエト社会主義共和国が成立。その後はソ連の構成国として歩みを残した。1990年にはタタールスタン・ソビエト社会主義共和国に変更され、1992年の連邦崩壊後にタタールスタン共和国となった。